# URSAL

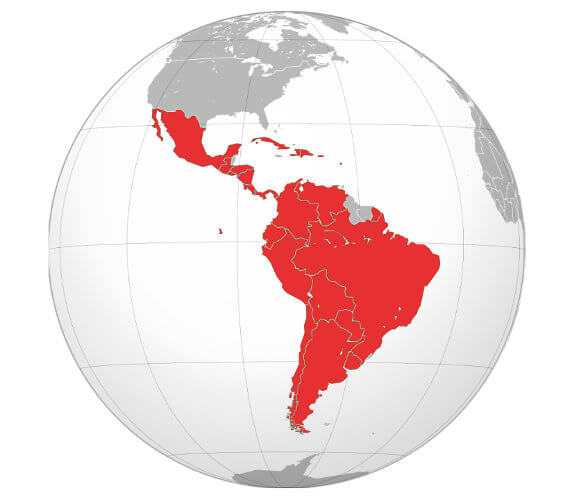
A América Latina, região do globo que supostamente constituiria a URSAL.

URSAL (acrônimo para União das Republiquetas Socialistas da América Latina ou União das Repúblicas Socialistas da América Latina) é um termo criado em tom jocoso pela socióloga brasileira Maria Lúcia Victor Barbosa, em 2001, para se referir às críticas feitas por políticos e intelectuais de esquerda à Área de Livre Comércio das Américas (ALCA), liderada pelos Estados Unidos. Posteriormente, a expressão foi tomada a sério por Olavo de Carvalho e por eleitores da extrema-direita brasileira, ressurgindo no YouTube e em outras mídias como uma teoria da conspiração relacionada a um suposto plano de integração latino-americana engendrado pelo Foro de São Paulo.
Em tom de denúncia, o acrônimo foi retomado em 2018, pelo deputado federal e candidato à presidência, Cabo Daciolo, em referência a uma conspiração em curso para acabar com as soberanias nacionais no continente. Daciolo referiu-se à URSAL quando interrogou Ciro Gomes (candidato à presidência pelo PDT) durante o primeiro debate entre candidatos da eleição presidencial brasileira de 2018, veiculado pela Band em 9 de agosto. Segundo ele, a URSAL seria uma federação de países da América Latina e do Caribe com características de um grande bloco de repúblicas socialistas. Na sequência, o episódio repercutiu na imprensa brasileira e estrangeira e ensejou numerosas manifestações nas redes sociais, sobretudo em tom de deboche.

## História

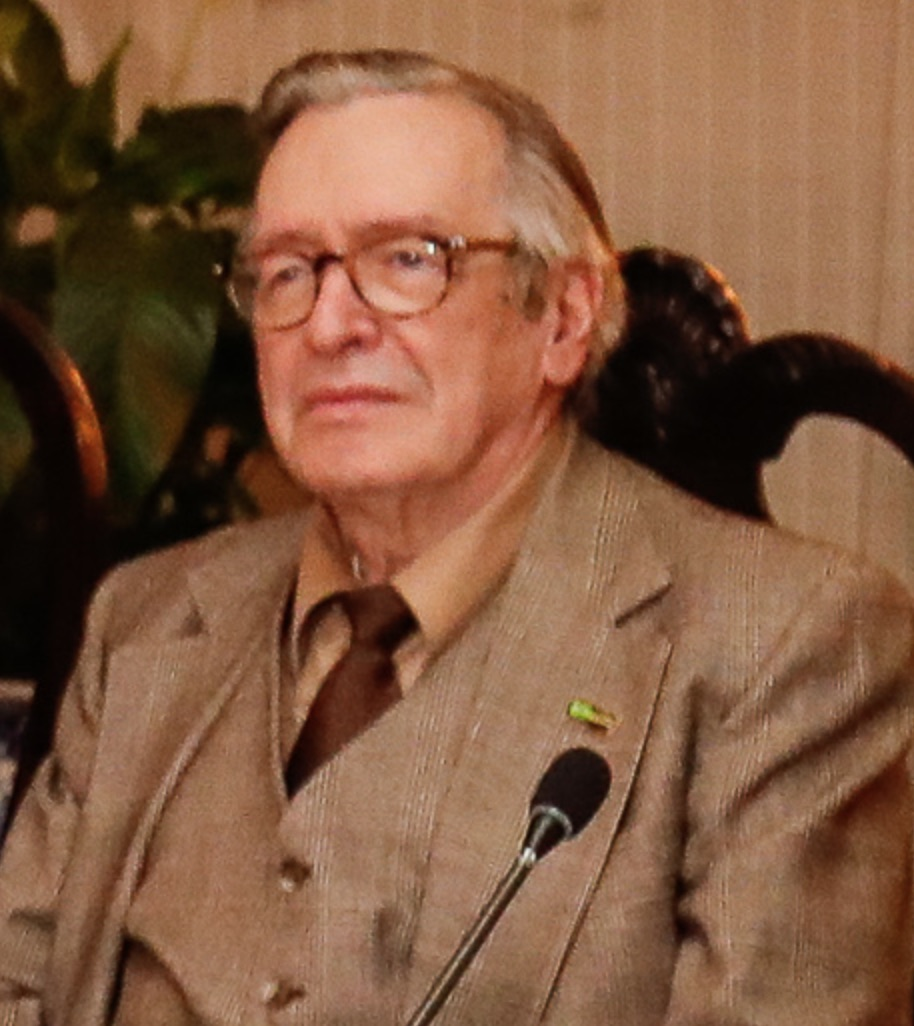
Ativistas conservadores, tais como Olavo de Carvalho, ajudaram a difundir a teoria da URSAL.

Na imprensa brasileira, o termo URSAL apareceu pela primeira vez em 9 de dezembro de 2001 no artigo Os Companheiros, da socióloga e professora da Universidade Estadual de Londrina, Maria Lúcia Victor Barbosa, no qual criticava a negativa de governantes latino-americanos em participar da Área de Livre Comércio das Américas (ALCA), proposta por Bill Clinton, sob o argumento de que significaria o "fim da integração latino-americana", como dito por Lula. Neste artigo, URSAL era um acrônimo para União das Republiquetas Socialistas da América Latina, uma entidade política inexistente, e foi usado com a intenção de ironizar o modelo de integração citado. Segundo a professora Maria Lúcia, depois de ser publicado, o termo começou a se difundir pela internet e saiu do seu controle.
O termo foi tomado a sério por Olavo de Carvalho em artigo de 2006 publicado no Diário do Comércio. Nesta ocasião ele lhe atribuiu um novo sentido: União das Repúblicas Socialistas da América Latina. Já em 2018 afirmou que "URSAL" é um termo genérico, não uma denominação oficial, que se referiria a um plano comunista de integração continental. Segundo ele, "a existência do plano comunista de integração continental é o fato mais abundantemente documentado das últimas décadas", ligando-a no plano prático à União de Nações Sul-Americanas (UNASUL).
Esse novo conceito ressurgiu amplificado no Youtube e Facebook, onde vídeos criados por apoiadores da extrema-direita e canais fundamentalistas cristãos reproduziram e aumentaram a teoria, misturando-o com o conceito de Patria Grande. O canal evangélico Alerta Cristão defendeu que a URSAL seria a segunda de três fases para constituir uma nação comunista e anticristã na América Latina. Segundo o think tank Digital Forensic Research Lab do Atlantic Council, os algoritmos do Youtube desempenharam um papel importante para a difusão da ideia, uma vez que sugeria conteúdo semelhante a quem assistisse um vídeo sobre a URSAL.
As menções à URSAL começam a ter algum destaque já antes das manifestações de 2013 e nas eleições de 2014. Cresceram em 2015 tendo seu primeiro pico em 2016, durante as votações do impeachment de Dilma Rousseff.
Um site com domínio próprio, intitulado Dossiê URSAL e hospedado no DreamHost, um serviço que protege a identidade de seu dono, foi criado em abril de 2015, segundo informações de WHOIS. Compilou várias ligações ao YouTube e à imprensa brasileira, detalhando a suposta criação do bloco.

### Eleição presidencial de 2018

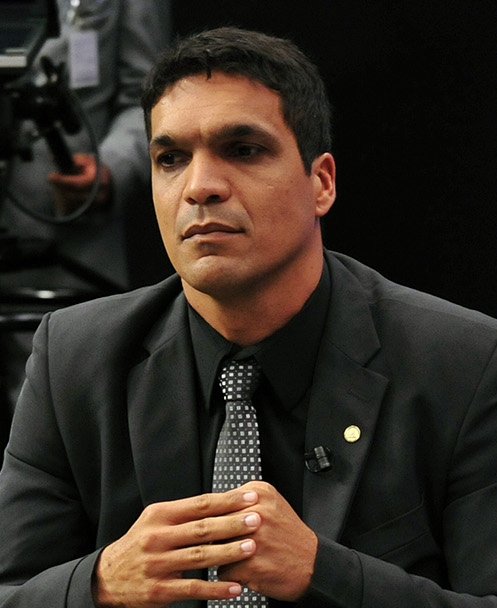
Cabo Daciolo trouxe a teoria à tona em debate de candidatos à presidência em 2018.

No dia 9 de agosto, durante campanha da eleição presidencial brasileira em 2018, o candidato à Presidência do Brasil pelo Patriota, Cabo Daciolo, durante o debate eleitoral televisionado pela Rede Bandeirantes, questionou o candidato pelo Partido Democrático Trabalhista (PDT) Ciro Gomes:
"O senhor é um dos fundadores do Foro de São Paulo. O que pode falar sobre o Plano URSAL? Tem algo a dizer para a nação brasileira?"
O candidato Ciro Gomes, por sua vez, respondeu que não é fundador do Foro de São Paulo e que desconhecia o assunto, gerando risos na plateia.
O fato gerou a partir do dia seguinte uma avalanche de memes nas redes sociais virtuais, que tratavam o tema com humor irônico, como associando o termo a uma releitura comunista dos Ursinhos Carinhosos. No Twitter, o termo URSAL permaneceu nos trending topics durante todo o dia. No Facebook, levou também à criação de memes, páginas, eventos e grupos específicos para apoiar a criação da URSAL, que aglutinaram centenas de seguidores.
Em vídeo de 2018 publicado no Youtube depois do debate presidencial, Olavo de Carvalho gabou-se de haver denunciado doze anos antes os planos da URSAL e reafirma que se tratava de um órgão do Foro de São Paulo. Na Wikipédia em português, o verbete sobre a URSAL foi o mais visualizado em 11 de agosto de 2018 (dois dias após o referido debate).
Durante a eleição presidencial no Brasil em 2018, mensagens foram compartilhadas nas redes sociais acusando a URSAL de adulterar urnas eletrônicas para prejudicar o candidato Jair Bolsonaro. O Projeto Comprova analisou as acusações e confirmou que não haveria qualquer plano nesse sentido e que o autor da mensagem incorrera em diversos erros em relação ao processo eleitoral brasileiro. O Tribunal Regional Eleitoral de Minas Gerais (TRE-MG), desmentindo boatos sobre as eleições, classificou a mensagem sobre fraudes eleitorais atribuídas à URSAL como "mentirosa".

### Após a eleição de 2018
O termo URSAL foi o quarto mais pesquisado por brasileiros no motor de buscas Google em 2018 na categoria "O que é?".
No âmbito político, em dezembro de 2018, a associação entre a ideia do Plano URSAL e Olavo de Carvalho foi relembrada por sua influência no governo de Jair Bolsonaro. Assim, foi equiparada às teses do globalismo liberal e do marxismo cultural por Demétrio Magnoli, sendo estas uma "versão de butique" da URSAL.
No carnaval de 2019, o humor irônico com a teoria da conspiração esteve presente em um bloco de rua recém-criado em São Paulo, em tema de bloco do Recife, de festa em Cuiabá, em figurino de baile carnavalesco no Rio de Janeiro.
Em junho de 2019, o termo foi inserido com outro sentido no contexto da visita de Estado à Argentina. Nessa viagem presidencial, o presidente brasileiro Jair Bolsonaro e o ministro da Economia Paulo Roberto Nunes Guedes anunciaram a proposta de uma moeda comum entre Argentina e Brasil, que seria chamada de "peso-real". Tal proposta foi vista pelo jornalista Reinaldo Azevedo como parte de um proselitismo político para "evitar uma nova Venezuela", dada a preocupação de Bolsonaro com a vitória do grupo político de Cristina Kirchner, então candidata a vice-presidente na eleição presidencial de outubro de 2019. Assim, o jornalista referiu à proposta como a "URSAL de Bolsonaro".
Desde 2018, circulou na Internet um vídeo acusando a URSAL de montar um esquema de fraude de urnas eletrônicas brasileiras visando prejudicar Jair Bolsonaro. Segundo o boato desmentido pela agência Lupa, urnas eletrônicas com resultado favorável ao político apresentariam problemas e seriam anuladas.
Durante a visita de Jair Bolsonaro a Londres, por conta do funeral da rainha Isabel II em setembro de 2022, após um discurso criticado pela imprensa britânica por desrespeitar o momento de luto pela morte da monarca, uma manifestante que protestava contra sua presença em Londres foi presa por engano e subsequentemente solta, após uma denúncia anônima à polícia, na qual foi alertado que um manifestante poderia cometer um ato de vandalismo e estaria vestindo uma camiseta vermelha, a mesma cor da camiseta que ela usava, que exibia o acrônimo da URSAL.